# Fernando Pascual
Fernando Pascual, vollständiger Name Fernando Martín Pascual, (* 23. Februar 1991 in Montevideo, Uruguay) ist ein argentinischer Fußballspieler.

## Karriere
Der 1,67 Meter große Mittelfeldakteur Pascual gehörte mindestens seit der Saison 2009/10 bis in die Spielzeit 2012/13 dem Kader des argentinischen Klubs Argentinos Juniors an. Mitte August 2012 wechselte er auf Leihbasis zum seinerzeitigen uruguayischen Zweitligisten Sud América, mit dem er am Saisonende aufstieg. 2013/14 sind bei den Montevideanern sodann 19 Einsätze (kein Tor) in der Primera División für ihn verzeichnet. In der Saison 2014/15 absolvierte er kein Pflichtspiel. Mitte Mai 2015 schloss er sich in Argentinien dem Bragado Club an. Es folgte ab Anfang Februar 2016 eine Karrierestation bei Deportivo Armenio. Dort lief er bislang (Stand: 2. Oktober 2016) 19-mal (kein Tor) in der Primera B Metropolitana auf.